# Alexei Wassiljewitsch Drosdow

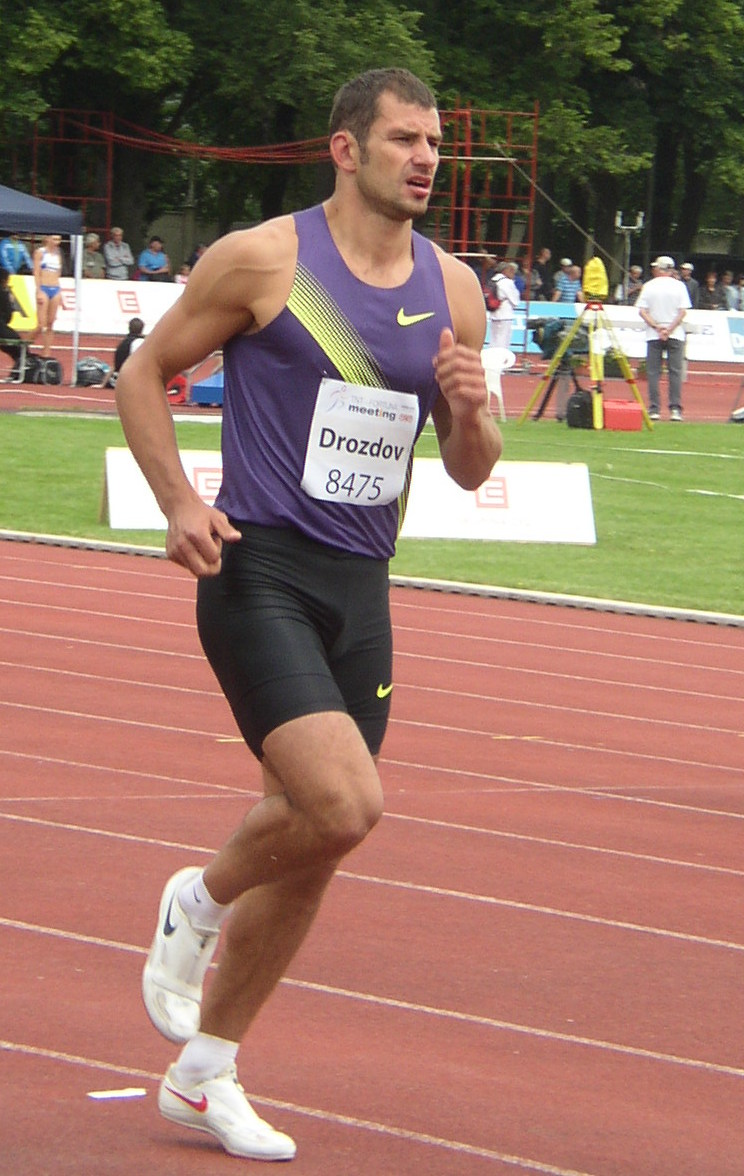
Alexei Drosdow in Kladno 2010

Alexei Wassiljewitsch Drosdow (russisch Алексей Васильевич Дроздов, engl. Transkription Aleksey Drozdov; * 3. Dezember 1983 in Klinzy, Oblast Brjansk) ist ein russischer Zehnkämpfer.
Drosdow wurde 2005 sowohl in der Halle, als auch im Freien Russischer Meister. Im gleichen Jahr gelang es ihm in die internationale Weltspitze vorzudringen. Im März 2005 belegte er zunächst bei den Halleneuropameisterschaften in Madrid Rang sechs. Im Juli 2005 wurde er in Erfurt mit der persönlichen Bestleistung von 8196 Punkten U23-Europameister. Nachdem er bei den Hallenweltmeisterschaften 2006 in Moskau Platz fünf belegt hatte, gelang Drosdow im Sommer 2006 ein weiterer Leistungssprung. Bei den Europameisterschaften 2006 in Göteborg steigerte er seine Bestleistung auf 8350 Punkte und gewann die Bronzemedaille mit sechs Punkten Rückstand auf den zweitplatzierten Ungarn Attila Zsivóczky.
2007 steigerte er seine Bestleistung auf 8475 Punkte und erreichte mit dieser Leistung den vierten Platz bei den Weltmeisterschaften 2007. Im Oktober 2007 wurde er in Hyderabad mit 7712 Punkten Militärweltmeister.
Bei einer Körpergröße von 1,84 m beträgt sein Wettkampfgewicht 80 kg.